# Honda Grand Prix of Monterey de 1999
A Honda Grand Prix of Monterey de 1999 foi a 17ª etapa da temporada de 1999 da CART.
Teve como vencedor o norte-americano Bryan Herta, da Team Rahal. O brasileiro Roberto Moreno (Newman/Haas Racing) e o italiano Max Papis (companheiro de Herta na Rahal) completaram o pódio.
Esta corrida foi marcada pelo acidente que matou o uruguaio Gonzalo Rodríguez, da Penske, durante os treinos.

## Resultados
| Pos. | Nº | Piloto               | Equipe                   | Voltas | Diferença/Abandono         | Grid | Pontos |
| ---- | -- | -------------------- | ------------------------ | ------ | -------------------------- | ---- | ------ |
| 1    | 8  | Bryan Herta          | Team Rahal               | 83     |                            | 1    | 20+1+1 |
| 2    | 11 | Roberto Moreno       | Newman/Haas Racing       | 83     | 1,825                      | 14   | 16     |
| 3    | 7  | Max Papis            | Team Rahal               | 83     | 3,618                      | 3    | 14     |
| 4    | 26 | Paul Tracy           | Team KOOL Green          | 83     | 8,044                      | 11   | 12     |
| 5    | 40 | Adrián Fernández     | Patrick Racing           | 83     | 15,741                     | 7    | 10     |
| 6    | 5  | Gil de Ferran        | Walker Racing            | 83     | 16,489                     | 9    | 8      |
| 7    | 24 | Scott Pruett         | Arciero-Wells Racing     | 83     | 17,305                     | 8    | 6      |
| 8    | 26 | Juan Pablo Montoya   | Chip Ganassi Racing      | 83     | 17,865                     | 16   | 5      |
| 9    | 33 | Patrick Carpentier   | Forsythe Racing          | 83     | 18,346                     | 15   | 4      |
| 10   | 6  | Michael Andretti     | Newman/Haas Racing       | 83     | 18,846                     | 5    | 3      |
| 11   | 17 | Maurício Gugelmin    | PacWest Racing           | 83     | 20,530                     | 6    | 2      |
| 12   | 18 | Mark Blundell        | PacWest Racing           | 83     | 22,451                     | 20   | 1      |
| 13   | 71 | Memo Gidley          | Payton-Coyne Racing      | 83     | 33,751                     | 22   |        |
| 14   | 15 | Naoki Hattori        | Walker Racing            | 83     | 54,231                     | 25   |        |
| 15   | 21 | Luiz Garcia Jr.      | Hogan Racing             | 82     | + 2 voltas                 | 24   |        |
| 16   | 10 | Richie Hearn         | Della Penna Motorsports  | 80     | + 3 voltas                 | 26   |        |
| 17   | 20 | Jan Magnussen        | Patrick Racing           | 69     | Transmissão                | 23   |        |
| 18   | 12 | Jimmy Vasser         | Chip Ganassi Racing      | 62     | Vazamento de água          | 13   |        |
| 19   | 22 | Robby Gordon         | Robby Gordon Motorsports | 56     | Acidente                   | 18   |        |
| 20   | 19 | Michel Jourdain, Jr. | Payton-Coyne Racing      | 53     | Transmissão                | 19   |        |
| 21   | 44 | Tony Kanaan          | Forsythe Racing          | 44     | Transmissão                | 2    |        |
| 22   | 25 | Cristiano da Matta   | Arciero-Wells Racing     | 40     | Pressão do óleo            | 17   |        |
| 23   | 99 | Greg Moore           | Forsythe Racing          | 32     | Transmissão                | 4    |        |
| 24   | 36 | Andrea Montermini    | All American Racers      | 31     | Acidente                   | 21   |        |
| 25   | 27 | Dario Franchitti     | Team KOOL Green          | 31     | Acidente                   | 12   |        |
| 26   | 9  | Hélio Castroneves    | Hogan Racing             | 29     | Cabo do acelerador         | 10   |        |
| 27   | 16 | Shigeaki Hattori     | Bettenhausen             | 0      | Superlicença cassada       | 27   |        |
| WD   | 2  | Al Unser, Jr.        | Team Penske              |        | Retirou-se                 |      |        |
| FAT  | 3  | Gonzalo Rodríguez    | Team Penske              |        | Acidente fatal nos treinos |      |        |

## O acidente fatal de Gonzalo Rodríguez
Em sua segunda corrida na CART, Gonzalo Rodríguez estava em volta rápida quando os freios do Lola-Mercedes #3 tiveram problemas na saída da curva 7. Após passar direto no "Saca-Rolhas" (a curva mais famosa do circuito) e atingir a barreira de pneus, o carro saltou o alambrado e caiu de ponta-cabeça em uma vala. O uruguaio, que já estava fechado com a Patrick Racing para a temporada 2000, sofreu uma fratura na base do crânio, que resultou em sua morte aos 27 anos. Foi a primeira morte na CART desde 1996, quando Jeff Krosnoff sofreu seu acidente fatal no GP de Toronto.
Abalada com a morte de Gonchi, a Penske decidiu não participar do GP de Laguna Seca - que esteve perto de não ser disputado, porém a organização da prova optou em cancelar apenas o treino oficial e usar os tempos do treino de sexta-feira.

## Links
- Resultado do GP de Laguna Seca de 1999 - Superspeedway (em português)